# Андреевска църква (Киев)
Църквата „Св. Андрей“ (на украински: Андріївська церква) в Киев е православен храм, наречен в чест на апостол Андрей Първозвани. Построен в елисаветински бароков стил по проект на Бартоломео Растрели през 1747 – 1753 г. на Андреевския хълм. Храмът е разположен на стръмния десен бряг на Днепър, над една от историческите части на града – Подол. Покрай Андреевската църква се спуска стръмната Андреевска улица, свързваща горния град с долния.
Ставропигия на Вселенския патриарх в Киев, Украйна. Литургии се провеждат от свещениците на Константинополската православна църква.

## История
Църквата е построена по проект на Растрели по заповед на императрица Елисавета през 1749 – 1754 г. – на мястото, където според легендата апостол Андрей Първозвани по време на пътуването си на север издига кръст (според „Начална руска летопис“). Строителните работи са извършени от местни майстори под ръководството на московския архитект Иван Мичурин. Оригиналите на рисунките на църквата „Св. Андрей“ се съхраняват във виенската Албертина.
По време на посещение в Киев през 1744 г. благочестивата императрица полага със собствената си ръка първия камък в основата на новата църква. Първият проект на църквата е направен от германския архитект Йохан Готфрид Шедел, който от 1731 г. работи в Киев по реконструкцията на Киевско-Печерската лавра и преустрояването на сградите на Софийския манастир. Но императрицата не харесва проекта и нарежда на главния архитект Растрели да изготви нов.
Строителните работи започват през есента на 1747 г. и приключват през 1753 г., но храмът е осветен едва след завършване на вътрешната украса през 1767 г. Известни руски, украински, беларуски и полски майстори участват в изграждането на църквата „Св. Андрей“: Н. Алексеев, П. Ржевски, М. Чвитка, Я. Шевлицки, В. Клецковски, П. Цегу и други.
От 1949 г. в стилобата на храма се намира Киевската духовна семинария (затворена през 1960 г.), а мощите на света великомъченица Варвара се съхраняват в самия храм. Скоро след затварянето на семинарията, под предлог за „състоянието ѝ“, църквата „Свети Андрей“ също е затворена мощите на св. Варвара са пренесени във Владимирската катедрала).
През 1968 г. църквата е отворена за обществеността като музей. През май 2008 г. секретариатът на президента Виктор Юшченко предава църквата „Св. Андрей“ от Националния резерват „София Киевска“ на Украинската автокефална православна църква. Църквата е част от Националния резерват „София Киевска“.
Състоянието на църквата „Св. Андрей“ значително се подобрява след мерки за укрепване на склона, на който се намира сградата, и основния ремонт на пътя на Андреевската улица. Тези и други работи са завършени преди Евро 2012. Склонът под църквата „Св. Андрей“ е подсилен по специален проект с анкери, а земята е подсилена с полимерни материали. Дърветата и храстите са напълно премахнати. Така склонът получава първоначалния си вид, а гледката към църквата „Св. Андрей“ от северната и източната страна значително е подобрена. Въпреки това, в зоната за сигурност на църквата „Св. Андрей“ и Андреевската улица продължават да се строят къщи, което влошава състоянието на паметника.
На 18 октомври 2018 г. Върховната Рада на Украйна приема закон За характеристиките на използването на църквата „Св. Андрей“ от Националния резерват „София Киевска“, според който църквата „Св. Андрей“ е прехвърлена за постоянно в полза на Константинополската патриаршия, която да настани там ставропигия (представителство). На 7 ноември президентът Петро Порошенко подписва законопроект, одобрен от Върховната Рада, който предвижда църквата „Св. Андрей“, обект на културното наследство и държавен архитектурен паметник, да бъде предадена за постоянно постоянно ползване на Вселенската патриаршия за изпълнението на услуги, религиозни ритуали, церемонии и шествия.

## Описание
Църквата е церемониално „издигната“ на върха на Андреевския хълм и това се повтаря от колоните, пиластрите и кулите. Цялата конструкция е разположена на висок сутерен с широки стълбища. В сутерена е оформена галерия с балюстрада, от която се открива живописна панорама на Подол и Днепър. Височината на църквата е 46 м, с кръста – 50 м (със сутерена – 64 м).
По план църквата е „непълен квадрат с изсечени ъгли“ (31,5 на 22,7 m), които са представени от издадени части, носещи четири кули от западноевропейски тип, завършващи с тип луковици, характерни за северногерманския барок. Въпреки това, заедно с централния купол, те създават впечатлението за традиционен руски петокуполен храм. Разделените от централния корпус кули значително отличават композицията на храма от други сгради на самия Растрели и са по-близо до тези на Мичурин.
Вътрешните стенописи са дело на живописците Иван Вишняков и Алексей Антропов, както и на украинските художници Г. Левицки-Нос, И. Роменски и И. Чайковски. Дърворезбата е извършена в Санкт Петербург от Йосиф Домаш, А. Карловски, Х. Орейдах, Й. Цунфер.
Храмът е известен със своя бароков иконостас (1754 – 1761), който е направен по рисунка на Растрели от петербургски майстори – от липа, покрита със златни листа. Частите са сглобени на място. Цветът на иконостаса е яркочервен. Издълбаните детайли на иконостаса са създадени от майсторите Михаил Чвитки, Яков Шевлицки, Василий Клецковски, Йосиф Домаш, Андрей Карловски, Матвей Мантуров, Давид Устарс, Христофор Орейдах и Йохан Цунфер, монтажните работи са ръководени от майстор Йохан Фридрих де Грот. Работите по позлатяването са извършени от Франсоа Лепринс и Иван Евстифеев.
По иконите работят И. Я. Вишняков и неговите ученици (Алексей Белски, Алексей Поспелов, Андрей Ерошевски, Пьотър Семьонов, Иван Фирсов – общо 25 икони); И. Роменски, И. Чайковски (икони на обратната страна на иконостаса). Вишняков рисува и амвона, купола, редица икони на иконостаса и изображения в олтара. Символичната композиция в долния слой на иконостаса изобразява седем тайнства. Сред иконите са „Проповедта на апостол Андрей“ от украинския художник Патон Борисполц и картината на латвийския художник Йохан Егинк „Светият княз Владимир избира вярата“.
На другата страна на стената на иконостаса има сцена на преклонението на царете към Царя Небесни (вероятно от Г. Левицки). Зад престола е изображение на Тайната вечеря, направено от Антропов. Негови са и и иконите „Възлизането на Светия Дух върху апостолите“, „Проповед на Христос на планината“ (украсяващи амвона) . За основни светини на църквата в дореволюционно време се смятат „част от светите мощи на св. Андрей Първозвани“, донесени от Италия, и евангелие в скъпоценен обков – подарък от император Александър.
Интериорът се отличава с изящните линии на храм за проповеди – с балдахин, поддържан от два ангела. Амвонът е украсен с резби и картини, илюстриращи евангелски притчи.

## Игумени
През 50-те години на 20 век игумен е Николай Капшученко.
На 14 май 1942 г. в църквата „Св. Андрей“ е ръкоположен за епископ на Переяславъл Мстислав (Скрипник), бъдещият първи патриарх на Киев и цяла Украйна. Тук той също извършва богослужения по време на престоя си в Украйна през 1990 – 1992 г.
В периода 2000 – 2015 г. игумен е Методий, митрополит на Киев и цяла Украйна, предстоятел на Украинската автокефална православна църква.

## В киното
Героите във филма „Преследване на два заека“ (1961) Свирид Петрович и Проня Прокоповна отиват в църквата „Св. Андрей“, за да се оженят.
- Общ изглед
- Изглед от Подол към църквата
- Куполи
- Църквата на фотография от 1853 г.